# Francisco Mery
Francisco Mery Aguirre (El Molle, 1 de septiembre de 1891 - Lo Espejo, 11 de enero de 1914) Fue un militar y aviador chileno. Primer mártir de la aviación militar chilena.

## Biografía
Hijo de Víctor Manuel Mery Toro y Rita Evencia Aguirre Ballesteros. Realizó sus estudios en el Liceo de Hombres de La Serena. Ingreso como cadete a la Escuela Militar en 1909, saliendo tres años después con el rango de Teniente 2.º en el arma de Artillería. Destinado al Regimiento Arica en La Serena.
Ingresó a la Escuela de aviación al momento de su creación en 1913, siendo uno de los primeros en obtener su brevet de piloto aviador. Mery fue uno de los cinco pilotos que por primera vez volaron sobre la elipse del Parque Cousiño durante la Revista Militar el 19 de septiembre de 1913.
En diciembre de 1913 recibe su brevet de piloto militar.
El domingo 11 de enero de 1914, mientras se realizaban pruebas para candidatos a piloto, Mery cayó al suelo en un Bleriot 50 HP llamado "Manuel Rodríguez" muriendo instantáneamente.